# Joachim Kuhn
Ne doit pas être confondu avec Joachim Kühn.
Pour les articles homonymes, voir Kuhn.
Wilhelm Georg Joachim Kuhn est un commandant de l'état-major de la Wehrmacht né le 2 août 1913 à Berlin et mort le 6 mars 1994 à Bad Brückenau. Il est proche de Claus von Stauffenberg et lui fournit les explosifs utilisés pour le complot du 20 juillet 1944 contre Adolf Hitler. Après l'échec du complot, il s'enfuit de son poste sur le front de l'Est et est capturé par l'Armée rouge. Jugé coupable de crimes de guerre dans un procès où il n'a pas eu la possibilité de se défendre, il est détenu dans un camp en Union soviétique, puis retourne en Allemagne à sa libération en 1956.